# العلاقات المكسيكية الفنزويلية
العلاقات المكسيكية الفنزويلية هي العلاقات الثنائية التي تجمع بين المكسيك وفنزويلا.

## مقارنة بين البلدين
هذه مقارنة عامة ومرجعية للدولتين:
| وجه المقارنة                                              | المكسيك                                                                               | فنزويلا                                  |
| --------------------------------------------------------- | ------------------------------------------------------------------------------------- | ---------------------------------------- |
| المساحة (كم2)                                             | 1.97 مليون                                                                            | 916.45 ألف                               |
| عدد السكان (نسمة)                                         | 130.53 مليون                                                                          | 28.87 مليون                              |
| الكثافة السكانية (ن./كم²)                                 | 66.26                                                                                 | 31.5                                     |
| العاصمة                                                   | مدينة مكسيكو                                                                          | كاراكاس                                  |
| اللغة الرسمية                                             | اللغة الإسبانية                                                                       | اللغة الإسبانية، لغة الإشارة الفنزويلية ‏ |
| العملة                                                    | بيزو مكسيكي                                                                           | بوليفار فنزويلي                          |
| الناتج المحلي الإجمالي (بليون دولار)                      | 1.15 تريليون                                                                          | 482.36 مليار                             |
| الناتج المحلي الإجمالي (تعادل القوة الشرائية) بليون دولار | 2.16 تريليون                                                                          |                                          |
| الناتج المحلي الإجمالي الاسمي للفرد دولار أمريكي          | 9.01 ألف                                                                              |                                          |
| الناتج المحلي الإجمالي للفرد دولار أمريكي                 | 17.32 ألف                                                                             |                                          |
| مؤشر التنمية البشرية                                      | 0.756                                                                                 | 0.762                                    |
| رمز المكالمات الدولي                                      | +52                                                                                   | +58                                      |
| رمز الإنترنت                                              | .mx                                                                                   | .ve                                      |
| المنطقة الزمنية                                           | منطقة زمنية وسطى، المنطقة الزمنية الجبلية، زمن منطقة المحيط الهادئ، منطقة زمنية شرقية | 00                                       |

## مدن متوأمة
في ما يلي قائمة باتفاقيات التوأمة بين مدن مكسيكية وفنزويلية:
- ترتبط ماردة مع ماردة باتفاقية توأمة.[14]
- ترتبط مدينة مكسيكو مع كاراكاس باتفاقية توأمة منذ 1 سبتمبر 2008.[15][16][15][16]
- ترتبط San Cristóbal Ecatepec  [لغات أخرى]‏ مع كاراكاس باتفاقية توأمة.
- ترتبط توريون مع سانتا آنا دي كورو باتفاقية توأمة منذ 2007.[17]
- ترتبط ماردة [الإنجليزية]‏ مع ماردة باتفاقية توأمة.[14]
- ترتبط ايكاتيبيك دي موريلوس مع كاراكاس باتفاقية توأمة.
- ترتبط مدينة كيريتارو مع كاراكاس باتفاقية توأمة.

## منظمات دولية مشتركة
يشترك البلدان في عضوية مجموعة من المنظمات الدولية، منها:
| علم المنظمة | اسم المنظمة                                                          | تاريخ انضمام المكسيك | تاريخ انضمام فنزويلا |
| ----------- | -------------------------------------------------------------------- | -------------------- | -------------------- |
|             | يونسكو                                                               | 4 نوفمبر 1946        | 25 نوفمبر 1946       |
|             | وكالة ضمان الاستثمار متعدد الأطراف                                   | 1 يوليو 2009         | 9 مايو 1994          |
|             | الأمم المتحدة                                                        | 7 نوفمبر 1945        | 15 نوفمبر 1945       |
|             | وكالة حظر الأسلحة النووية في أمريكا اللاتينية ومنطقة البحر الكاريبي ‏ | ?                    | ?                    |
|             | الاتحاد البريدي العالمي                                              | ?                    | ?                    |
|             | البنك الدولي للإنشاء والتعمير                                        | 31 ديسمبر 1945       | 30 ديسمبر 1946       |
|             | ميركوسور                                                             | ?                    | ?                    |
|             | بنك التنمية الكاريبي ‏                                                | ?                    | ?                    |
|             | المنظمة الهيدروغرافية الدولية                                        | ?                    | ?                    |
|             | الاتحاد الدولي للاتصالات                                             | 1 يوليو 1908         | 13 أغسطس 1920        |
|             | منظمة حظر الأسلحة الكيميائية                                         | ?                    | ?                    |
|             | مؤسسة التمويل الدولية                                                | 20 يوليو 1956        | 28 ديسمبر 1956       |
|             | منظمة التجارة العالمية                                               | 1995                 | ?                    |
|             | منظمة الشرطة الجنائية الدولية                                        | ?                    | ?                    |

## أعلام
هذه قائمة لبعض الشخصيات التي تربطها علاقات بالبلدين:
- ألتاير جربو (ممثلة مكسيكية، 7 أغسطس 1986 – )
- أليخاندرا غوزمان (ممثلة مكسيكية، 9 فبراير 1968[24][25] – )
- أليخاندرو روسي (فيلسوف مكسيكي، 22 سبتمبر 1932[26][27] – 5 يونيو 2009[26][27])
- أنجليكا فالي (ممثلة مكسيكية، 11 نوفمبر 1975[28] – )
- إنريكي غوزمان (مغني مكسيكي، 1 فبراير 1943 – )
- دانيال ألفارادو (ممثل فنزويلي، 12 أغسطس 1949[29] – )
- كارولينا تيجيرا (14 أكتوبر 1976[30] – )

## وصلات خارجية
- موقع وزارة الخارجية المكسيكية
- موقع وزارة الخارجية الفنزويلية